# First Aid Kit
First Aid Kit är en svensk folkpopduo från Stockholm, bildad 2007 av systrarna Johanna Söderberg, född 31 oktober 1990, och Klara Söderberg, född 8 januari 1993.
Gruppen skivdebuterade 2008 med EP:n Drunken Trees, som gavs ut på The Knifes skivbolag Rabid Records. Därefter har fem fullängdsalbum släppts: The Big Black & the Blue (2010), The Lion's Roar (2012), Stay Gold (2014), Ruins (2018) och Palomino (2022). 
Med nya drag av country och americana blev The Lion's Roar duons första albumetta på Sverigetopplistan. Titelspåret samt "Emmylou" blev deras första låtar på listan. Även Stay Gold toppade albumlistan i Sverige.

## Historia

### Systrarnas uppväxt
Johanna och Klara växte upp i Svedmyra, Stockholm i en musikalisk familj. Deras far Benkt Söderberg var under 1980-talet gitarrist i Lolita Pop och arbetar numera som döttrarnas ljudtekniker och producent. Journalisten och programledaren Kristofer Lundström är deras morbror. När Klara gick på mellanstadiet sökte hon in till Adolf Fredriks musikklasser, men kom inte in på skolan. Som 12-åring upptäckte hon det amerikanska bandet Bright Eyes, som har berört och inspirerat henne. Senare upptäckte de även Fleet Foxes och Joanna Newsom. Duon började skriva egen musik under 2007 som tonåringar.

### Drunken TreesochThe Big Black & the Blue

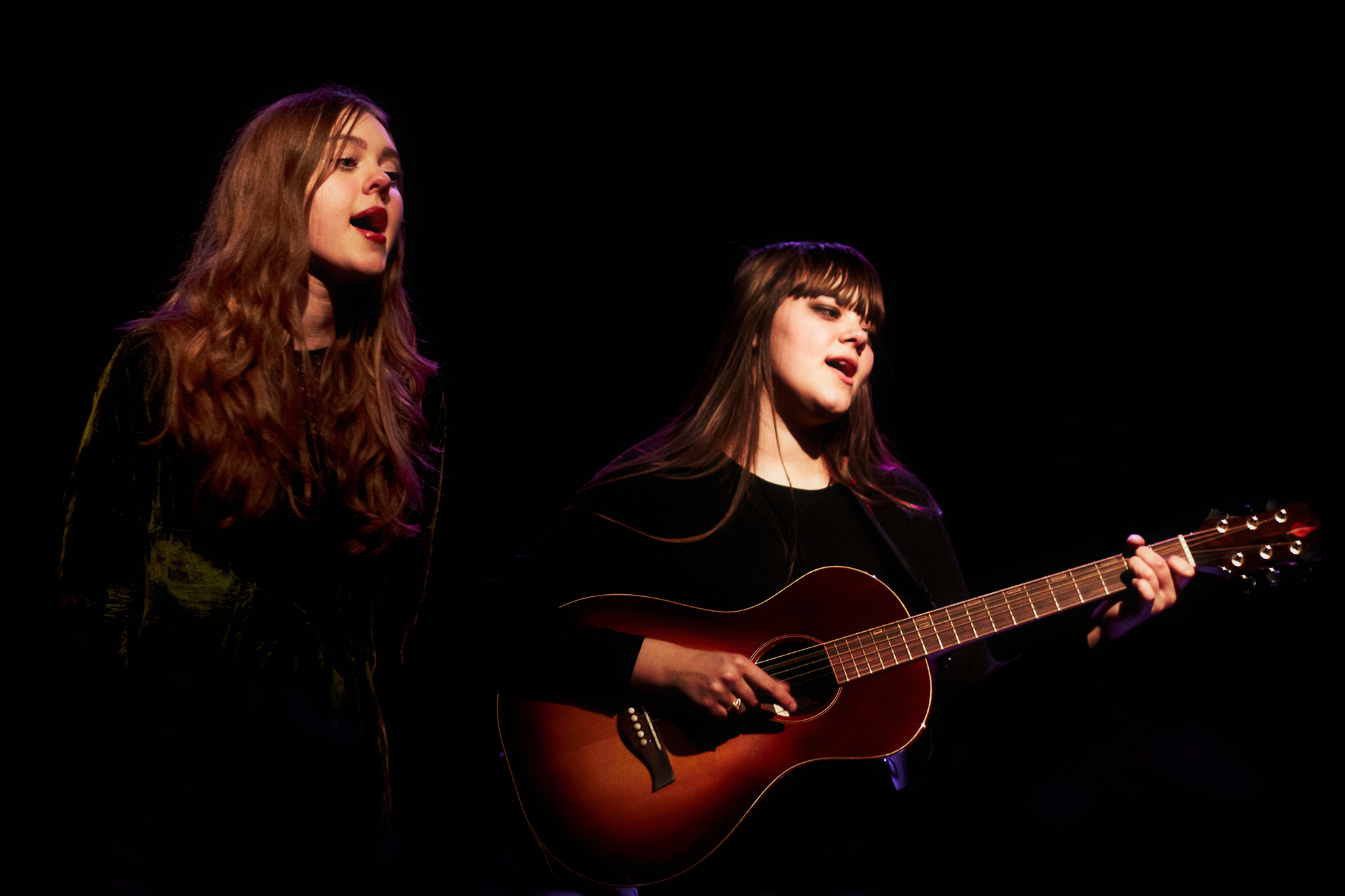
Johanna och Klara Söderberg live i Frankfurt, Tyskland 2012.

Den heminspelade låten "Tangerine" nådde radiostationerna senare under sommaren det året. Deras debut-EP Drunken Trees bidrog till att bygga upp systrarnas publik då den släpptes i april 2008 på The Knifes skivbolag Rabid Records. Ett år senare släppte man en nyutgåva av Drunken Trees på det London-baserade skivbolaget Wichita Records. Duon började därefter att arbeta med ett fullängdsalbum och balanserade skolarbeten med skivinspelningen. Albumet The Big Black & the Blue släpptes den 25 januari 2010 tillsammans med singeln "I Met Up with the King" och debuterade som plats 30 på den svenska albumlistan. I september släpptes även "Ghost Town" som singel med Fever Ray-låten "When I Grow Up" som b-sida. Ingen av albumets singlar blev dock försäljningsmässigt populära.

### Första framgång i USA
Under First Aid Kits USA-turné i oktober 2010 fick de ett samtal från The White Stripes-sångaren Jack White som undrade om de kunde komma till hans studio i Nashville och spela in en låt. Resultatet blev en vinylsingel med två covers, "Universal Soldier" (Buffy Sainte-Marie) och "It Hurts Me Too" (Melvin London). Singeln ingår i Jack Whites skivserie "Third Man Records' Blue Series".

### The Lion's Roar
Den 9 maj 2011 tillkännagav First Aid Kit via sin webbplats att de arbetar på sitt andra studioalbum tillsammans med producenten Mike Mogis från gruppen Bright Eyes. Inspelningen ägde rum vid Mogis studio i Omaha, Nebraska. Albumet The Lion's Roar släpptes i januari 2012 och blev duons första album på listorna i USA och Storbritannien. Titelspåret och "Emmylou" blev populära singlar i Sverige, om än listframgångarna för "Blue" och "Wolf" var mer begränsade. Gruppen tilldelades 2012 Nordic Music Prize för albumet.
Tillsammans med Bright Eyes spelade gruppen även in en cover på The White Stripes-låten "We're Going to Be Friends" för välgörenhetsskivan Cool for School: For the Benefit of the Lunchbox Fund. Den 8 juli var duon sommarvärdar för radioprogrammet Sommar i P1. Duons turnéliv med mera skildrades i TV-programmet Dom kallar oss artister 5 november 2012.
I augusti 2013 lanserade Volvo en reklamfilm med musik av First Aid Kit i form av en cover på Willie Nelsons "On the Road Again". I augusti 2020 släpptes låten på Spotify.

### Stay Gold
Den 31 mars 2014 släpptes "My Silver Lining" som den första singeln från det kommande tredje studioalbumet, Stay Gold. Albumet släpptes den 6 juni 2014 genom Columbia Records och producerades återigen av Mike Mogis i  Omaha. Liksom The Lion's Roar blev Stay Gold varmt mottaget av den svenska pressen och nådde första plats på Sverigetopplistan samt norska VG-listan men placerade sig lägre på listorna i övriga länder. Stay Gold har sålt platinaskiva i Sverige januari 2015 och guld i England april 2015.

### Ruins
First Aid Kit började turnera igen sommaren 2017. Från det kommande albumet Ruins spelade de två låtar, "Fireworks" och "It's a Shame". Utgivningsdatumet för albumet var 19 januari 2018.

## Medlemmar
Nuvarande medlemmar
- Johanna Söderberg — sång, gitarr, elbas, keyboard, autoharpa (2007– )
- Klara Söderberg — sång, gitarr (2007– )

Turnémedlemmar
- Melvin Duffy — pedal steel guitar, mandolin, elgitarr (2013– )
- Scott Simpson — trummor (2015– )
- Steve Moore – keyboard, trombon (2017– )

Tidigare turnémedlemmar
- Mattias Bergqvist — trummor (2009–2012)
- Niclas Lindström — trummor (2012–2014)

## Diskografi

### Album

#### Studioalbum
| År                                                                                 | Information | Högsta listpositioner | Högsta listpositioner | Högsta listpositioner | Högsta listpositioner | Högsta listpositioner | Högsta listpositioner | Högsta listpositioner | Högsta listpositioner | Högsta listpositioner | Högsta listpositioner | Högsta listpositioner | Högsta listpositioner | Certifikat IFPI Sverige |
| År                                                                                 | Information | USA                   | AUS                   | BEL                   | DAN                   | FIN                   | NED                   | NOR                   | SCH                   | SVE                   | TYS                   | UK                    | ÖST                   | Certifikat IFPI Sverige |
| ---------------------------------------------------------------------------------- | --- | --------------------- | --------------------- | --------------------- | --------------------- | --------------------- | --------------------- | --------------------- | --------------------- | --------------------- | --------------------- | --------------------- | --------------------- | ----------------------- |
| 2010                                                                               | The Big Black & the Blue - Släppt: 25 januari 2010 - Skivbolag: Wichita - Format: CD, vinyl, digital nedladdning | —                     | —                     | —                     | —                     | —                     | —                     | —                     | —                     | 30                    | —                     | —                     | —                     |                         |
| 2012                                                                               | The Lion's Roar - Släppt: 18 januari 2012 - Skivbolag: Wichita - Format: CD, vinyl, digital nedladdning          | 65                    | 36                    | 30                    | 14                    | 19                    | 41                    | 3                     | 76                    | 1                     | 69                    | 35                    | 55                    | - Platina               |
| 2014                                                                               | Stay Gold - Släppt: 6 juni 2014 - Skivbolag: Columbia - Format: CD, vinyl, digital nedladdning                   | 23                    | 9                     | 30                    | 7                     | 10                    | 9                     | 1                     | 37                    | 1                     | 69                    | 11                    | 9                     | - Platina               |
| 2018                                                                               | Ruins - Släppt: 19 januari 2018 - Skivbolag: Columbia - Format: CD, vinyl, digital nedladdning                   | 47                    | 13                    | 7                     | 28                    | 10                    | 10                    | 4                     | 11                    | 1                     | 42                    | 3                     | 37                    | - Guld                  |
| 2022                                                                               | Palomino - Släppt: 4 november 2022 - Deluxe edition: 7 juli 2023 - Skivbolag: Columbia                           | —                     | —                     | 43                    | —                     | 31                    | 35                    | 37                    | 40                    | 3                     |                       | 3                     |                       |                         |
| "—" betecknar album som inte utgavs i det landet eller som inte gick in på listan. | |                       |                       |                       |                       |                       |                       |                       |                       |                       |                       |                       |                       |                         |

#### EP-skivor
| År   | Information                                                                                               |
| ---- | --- |
| 2008 | Drunken Trees - Släppt: 9 april 2008 - Skivbolag: Rabid, Wichita - Format: CD, vinyl, digital nedladdning |
| 2012 | iTunes Session - Släppt: 7 september 2012 - Skivbolag: Wichita - Format: digital nedladdning              |
| 2014 | America EP - Släppt: 28 november 2014 - Skivbolag: Columbia - Format: vinyl, digital nedladdning          |

### Singlar
| År                                                                                   | Titel                                          | Högsta listpositioner | Högsta listpositioner | Högsta listpositioner | Album                    |
| År                                                                                   | Titel                                          | BEL                   | NOR                   | SVE                   | Album                    |
| ------------------------------------------------------------------------------------ | ---------------------------------------------- | --------------------- | --------------------- | --------------------- | ------------------------ |
| 2009                                                                                 | "You're Not Coming Home Tonight" / "Tangerine" | —                     | —                     | —                     | Drunken Trees            |
| 2009                                                                                 | "Hard Believer" / "Waltz for Richard"          | —                     | —                     | —                     | The Big Black & the Blue |
| 2010                                                                                 | "I Met Up with the King"                       | —                     | —                     | —                     | The Big Black & the Blue |
| 2010                                                                                 | "Ghost Town"                                   | —                     | —                     | —                     | The Big Black & the Blue |
| 2011                                                                                 | "Universal Soldier" / "It Hurts Me Too"        | —                     | —                     | —                     | Inget album              |
| 2011                                                                                 | "The Lion's Roar"                              | —                     | —                     | 22                    | The Lion's Roar          |
| 2012                                                                                 | "Emmylou"                                      | 65                    | 20                    | 24                    | The Lion's Roar          |
| 2012                                                                                 | "Blue"                                         | 55                    | —                     | —                     | The Lion's Roar          |
| 2012                                                                                 | "Wolf"                                         | —                     | —                     | —                     | The Lion's Roar          |
| 2014                                                                                 | "My Silver Lining"                             | 7                     | —                     | 38                    | Stay Gold                |
| 2014                                                                                 | "Cedar Lane"                                   | —                     | —                     | —                     | Stay Gold                |
| 2014                                                                                 | "America"                                      | —                     | —                     | —                     | America EP               |
| 2015                                                                                 | "Stay Gold"                                    | —                     | —                     | —                     | Stay Gold                |
| 2017                                                                                 | "It's A Shame"                                 | —                     | —                     | —                     | Ruins (19/1 2018)        |
| 2022                                                                                 | "Out of my head"                               | —                     | —                     | —                     | Palomino                 |
| "—" betecknar singlar som inte utgavs i det landet eller som inte gick in på listan. |                                                |                       |                       |                       |                          |

#### Gästsinglar
| År   | Titel                                                     | Album                                                 |
| ---- | --------------------------------------------------------- | ----------------------------------------------------- |
| 2012 | "Glad That You Called" (Blood Music med First Aid Kit)    | The Fire and the Flame                                |
| 2012 | "We Are Gonna Be Friends" (Bright Eyes med First Aid Kit) | Cool for School: For the Benefit of the Lunchbox Fund |

### Musikvideor
| År   | Titel              | Regissör         | Album                    | Ref.   |
| ---- | ------------------ | ---------------- | ------------------------ | ------ |
| 2010 | "Ghost Town"       | Mats Udd         | The Big Black & the Blue | [ 40 ] |
| 2011 | "The Lion's Roar"  | Mats Udd         | The Lion's Roar          | [ 41 ] |
| 2012 | "Emmylou"          | Maximilla Lukacs | The Lion's Roar          | [ 42 ] |
| 2012 | "Blue"             | Daniel Wirtberg  | The Lion's Roar          | [ 43 ] |
| 2012 | "Wolf"             | Johan Söderberg  | The Lion's Roar          | [ 44 ] |
| 2014 | "My Silver Lining" | Elliott Sellers  | Stay Gold                | [ 45 ] |
| 2014 | "Cedar Lane"       | Neil Krug        | Stay Gold                | [ 46 ] |

## Priser och utmärkelser

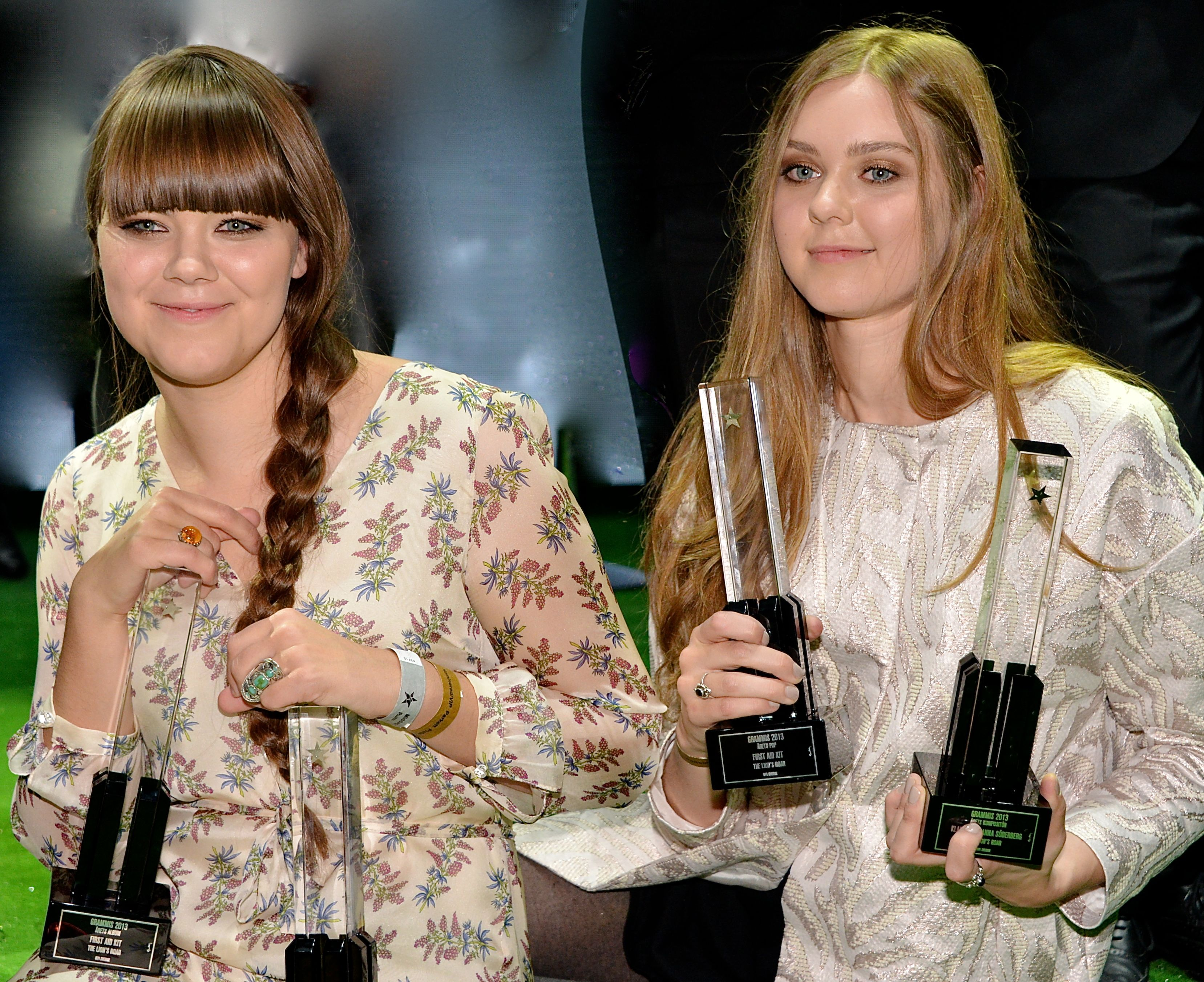
Klara och Johanna Söderberg i samband med att de vann flera priser på Grammisgalan 2013.

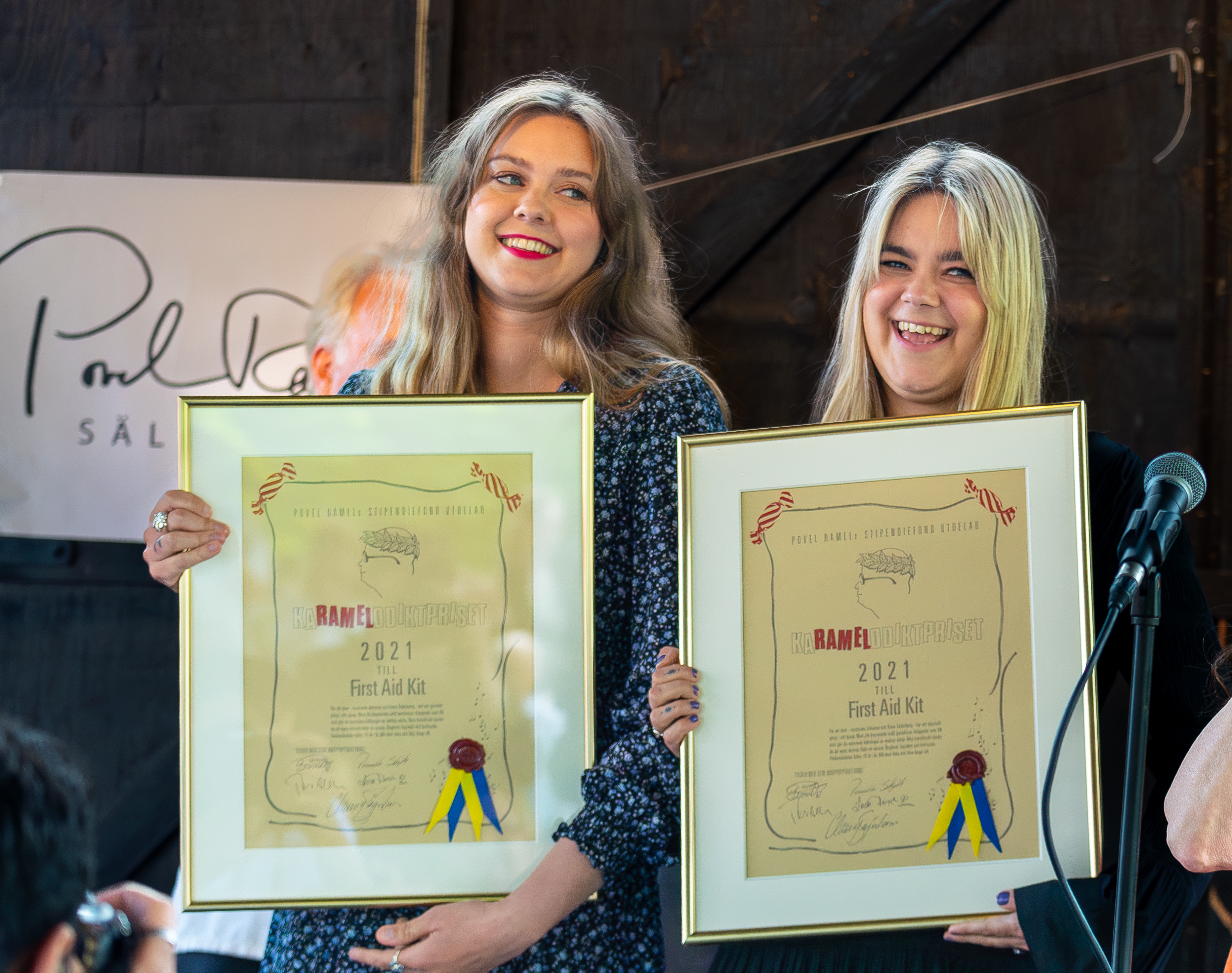
First Aid Kit under utdelningen av KaRAMELodiktstipendiet 2021 (som delades ut först 2022 pga. covid-pandemin).

- 2009 – Vinnare av Manifestgalans Singer/Songwriter-pris.[47]
- 2012 – Vinnare av det brittiska Aim Award för "Best difficult second album" för The Lion's Roar.[48]
- 2012 – Vinnare av Musikförläggarnas Pris för Årets kompositör och Årets genombrott.[49]
- 2012 – Utmärkelsen Årets artist av Sällskapet Stallbröderna.[50]
- 2012 – Vinnare av Nordic Music Prize för The Lion's Roar.[51]
- 2012 – Vinnare av Grammis ("Grammis 13") för Årets album, Årets pop samt Årets artist och även Årets kompositör.[52]
- 2012 – Vinnare av Gaffa-priset för Årets svenska album (The Lion's Roar)
- 2012 – Vinnare av Gaffa-priset för Årets svenska hit (Emmylou)
- 2014 – Vinnare av Musikförläggarnas Pris för Årets kompositör.[53]
- 2014 – Vinnare Årets grupp på P3 Guldgalan 2015.
- 2014 – Vinnare Årets album (Stay Gold) på Grammis 2015.[54]
- 2018 – Vinnare av Gaffa-priset för Årets grupp
- 2019 – Ulla Billquist-stipendiet
- 2021 – Karamelodiktstipendiet
- 2022 – Vinnare Årets alternativa pop (Palomino) på Grammis 2023